# IA 63教練機
IA 63是阿根廷委託德國都尼爾公司研發的噴射教練機，其外形類似使用單發動機的阿爾法教練機。

## 設計結構
IA 63的機身為全金屬半硬殼式結構，機身後方左右各有一塊油壓推動的減速板，機翼為梯形高翼並有一定下反角，左右翼下各有兩個掛架可分別掛上400公斤武器或副油箱，IA 63採用單發動機設計，動力為美製蓋瑞特TFE731-2-2N噴射發動機，機身可載418公升燃料而機翼內部可載550公升燃料，其駕駛艙為典型的縱向雙座位設計，彈射椅為S-III-S3 IA63零零彈射椅

## 基本資料
- 載員:2名
- 全長:10.93米
- 翼展:9.69米
- 機高:4.29米
- 機翼面積:15.63平方米
- 空重:2,821公斤
- 最大起飛重:5,000公斤
- 最快時速:819公里/小時
- 航程:1,500公里
- 昇限:12,900米

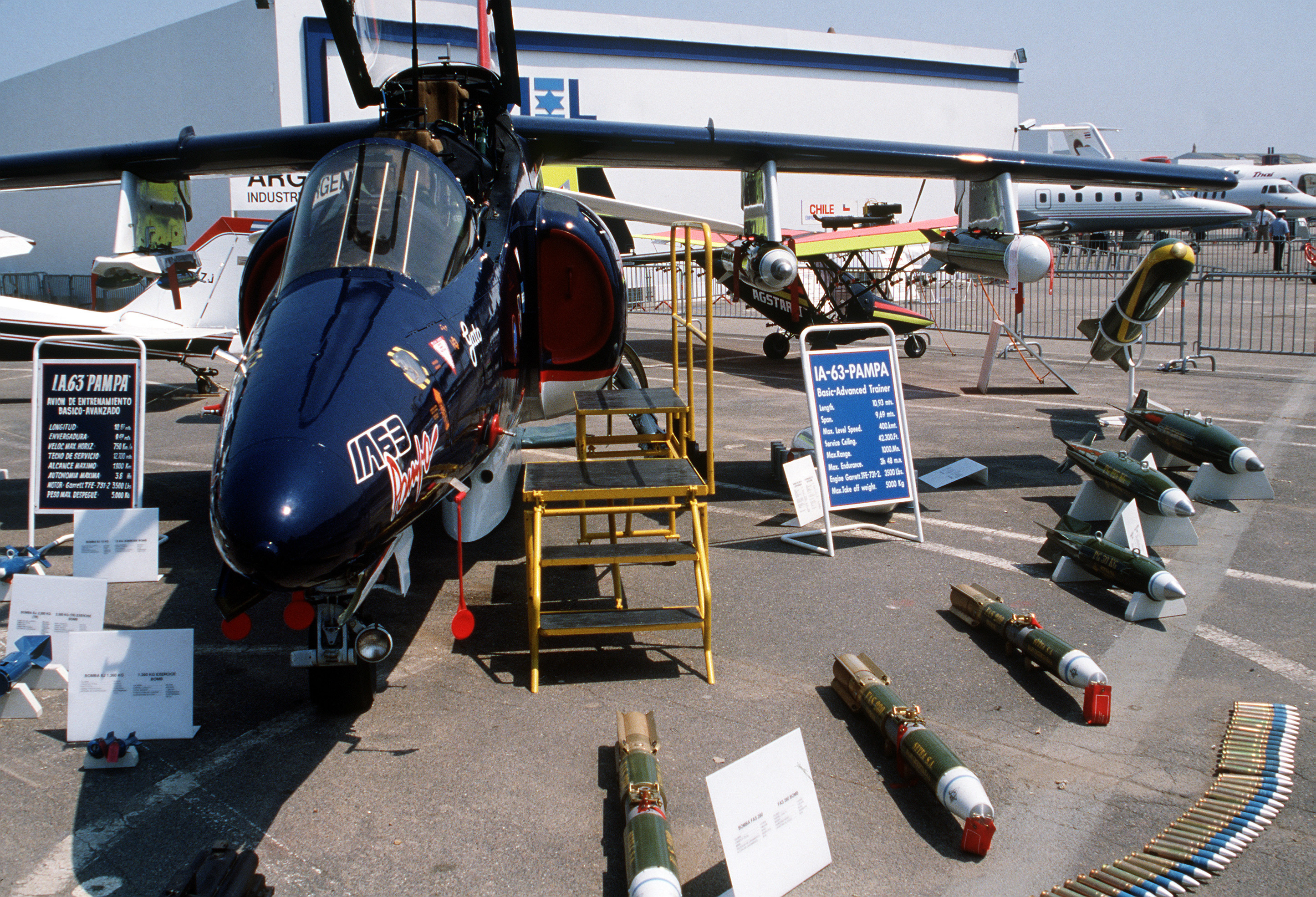
IA 63可載的各種空用武器

- 發動機:1俱蓋瑞特TFE731-2-2N噴射發動機(推力=15.57千牛頓)
- 武裝:無固定武裝但可在機身下5個掛架掛上總共1,850公斤各種空用武器

## 使用國家
- 阿根廷
- 智利
- 乌拉圭